# 木原正和
木原 正和（きはら まさかず、1987年4月19日 - ）は、山口県出身のプロサッカー選手。ポジションはミッドフィールダー、フォワード。

## 来歴・人物
2006年、阪南大学に入学すると1年時からFWとして活躍。2008年総理大臣杯全日本大学サッカートーナメント準優勝、関西学生サッカーリーグ優勝に貢献。2009年にはユニバーシアード代表に選ばれ、ベオグラード大会3位入賞に貢献した。
2014年、カンボジア・リーグのトライアジア・プノンペンFCへ完全移籍。
2016年8月、カンボジアンタイガーFCを退団した。
～2022年4月、ドルトムントサッカーアカデミーでコーチを務め、ジュニア選手育成に努めた。

## 所属クラブ
ユース経歴
- 華城FC (防府市立華城小学校)
- 防府市立桑山中学校
- 2003年 - 2005年 サンフレッチェ広島ユース
- 2006年 - 2009年 阪南大学サッカー部

プロ経歴
- 2010年 - 2012年  大宮アルディージャ
  - 2012年 - 2013年  アビスパ福岡 (期限付き移籍)
- 2014年 - 2016年  トライアジア・プノンペンFC/プノンペンFC/カンボジアンタイガーFC

## 個人成績
| 国内大会個人成績 | 国内大会個人成績 | 国内大会個人成績 | 国内大会個人成績 | 国内大会個人成績 | 国内大会個人成績 | 国内大会個人成績 | 国内大会個人成績 | 国内大会個人成績 | 国内大会個人成績 | 国内大会個人成績 | 国内大会個人成績 |
| 年度             | クラブ           | 背番号           | リーグ           | リーグ戦         | リーグ戦         | リーグ杯         | リーグ杯         | オープン杯       | オープン杯       | 期間通算         | 期間通算         |
| 年度             | クラブ           | 背番号           | リーグ           | 出場             | 得点             | 出場             | 得点             | 出場             | 得点             | 出場             | 得点             |
| 日本             | 日本             | 日本             | 日本             | リーグ戦         | リーグ戦         | リーグ杯         | リーグ杯         | 天皇杯           | 天皇杯           | 期間通算         | 期間通算         |
| ---------------- | ---------------- | ---------------- | ---------------- | ---------------- | ---------------- | ---------------- | ---------------- | ---------------- | ---------------- | ---------------- | ---------------- |
| 2008             | 阪南大           | 11               | -                | -                | -                | -                | -                | 2                | 1                | 2                | 1                |
| 2010             | 大宮             | 27               | J1               | 1                | 0                | 0                | 0                | 1                | 0                | 2                | 0                |
| 2011             | 大宮             | 27               | J1               | 0                | 0                | 0                | 0                | 0                | 0                | 0                | 0                |
| 2012             | 福岡             | 14               | J2               | 23               | 3                | -                | -                | 2                | 0                | 25               | 3                |
| 2013             | 福岡             | 14               | J2               | 1                | 0                | -                | -                | 0                | 0                | 1                | 0                |
| 通算             | 日本             | 日本             | J1               | 1                | 0                | 0                | 0                | 1                | 0                | 2                | 0                |
| 通算             | 日本             | 日本             | J2               | 24               | 3                | -                | -                | 2                | 0                | 26               | 3                |
| 通算             | 日本             | 日本             | 他               | -                | -                | -                | -                | 2                | 1                | 2                | 1                |
| 総通算           | 総通算           | 総通算           | 総通算           | 25               | 3                | 0                | 0                | 5                | 1                | 30               | 4                |

- Jリーグ初出場 - 2010年5月16日 J1 第12節 vsサンフレッチェ広島 (NACK5スタジアム)
- Jリーグ初得点 - 2012年4月22日 J2 第9節 vs徳島ヴォルティス (鳴門・大塚スポーツパークポカリスエットスタジアム)

## 代表・選抜歴
- 2007年 関西大学選抜
- 2008年 関西大学選抜
- 2008年 全日本大学選抜
- 2009年 関西大学選抜
- 2009年 ユニバーシアード代表